# Ivanovo sedlo

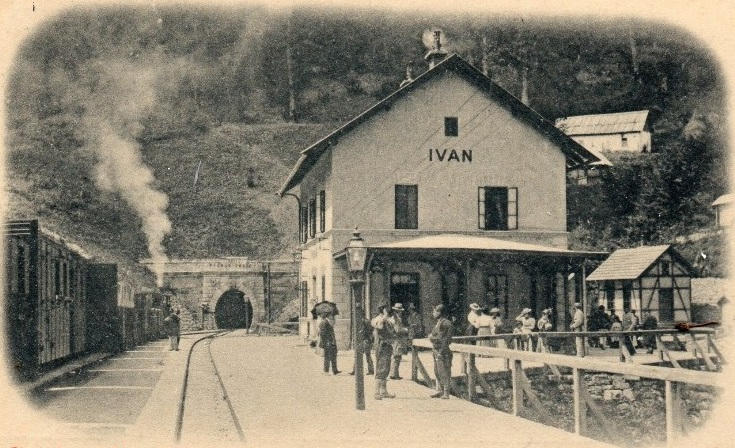
Železniční stanice na archivní fotografii.

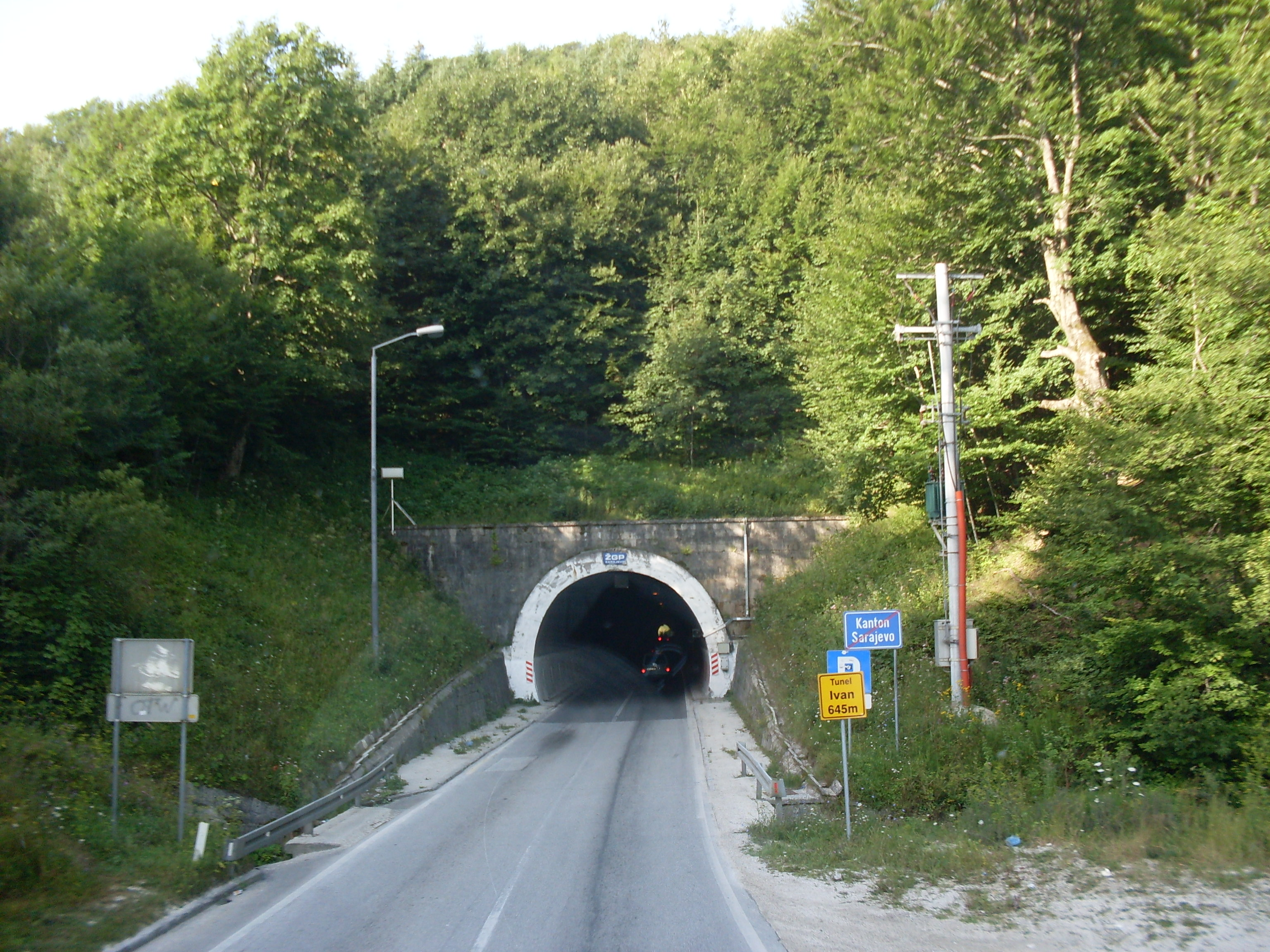
Silniční tunel.

Ivanovo sedlo se nachází jihozápadně od Sarajeva v Bosně a Hercegovině, v nadmořské výšce 967 m. Odděluje od sebe pohoří Volujak a Bjelašnica. Název má podle nedaleké hory Ivanova planina. V místním bosenském názvu je termín sedlo použit namísto průsmyku (prevoj) z historického důvodu, a to pod vlivem německého der Sattel a rakousko-uherské správy Bosny, resp. německých map, vydávaných v letech 1878–1914. Z geografického hlediska od sebe sedlo odděluje Bosnu a Hercegovinu.
Přes současné sedlo vedly obchodní stezky a dopravní tahy již od dob středověku. Během závěru vlády Osmanské říše v Bosně byla vybudována sedlem silnice, která umožňovala průjezd potahů. Vzniklo několik zájezdních hostinců (tzv. hanů) v blízkosti samotného sedla.  
Pod sedlem je veden silniční tunel, dlouhý 645 m, kudy prochází silnice M 17, spojující Sarajevo a město Jablanica. V budoucnu jej má nahradit dálniční tunel.
Tunelem dlouhým 3221 m překonává sedlo také železniční trať Sarajevo–Ploče.